# Devghat
Devghat – gaun wikas samiti w zachodniej części Nepalu w strefie Gandaki w dystrykcie Tanahu. Według nepalskiego spisu powszechnego z 2001 roku liczył on 1666 gospodarstw domowych i 7620 mieszkańców (3929 kobiet i 3691 mężczyzn).